# Ipochus insularis
Ipochus insularis är en skalbaggsart som beskrevs av Blaisdell 1925. Ipochus insularis ingår i släktet Ipochus och familjen långhorningar. Inga underarter finns listade i Catalogue of Life.